# Disamis

Diagramme de Venn d'un syllogisme en Disamis.

Disamis est un terme de la logique aristotélicienne désignant un des six syllogismes de la troisième figure des vingt-quatre modes. Il comprend une majeure de type I, une mineure de type A et une conclusion de type I, c'est-à-dire une majeure particulière affirmative, une mineure universelle affirmative et une conclusion particulière affirmative.
Un syllogisme en Disamis consiste en une proposition de ce type : Quelque M est P, or tout M est S, donc quelque S est P.
Les cinq autres syllogisme de la troisième figure sont Darapti, Bocardo, Datisi, Felapton et Ferison.

## Exemples de syllogismes en Disamis
1. Quelque chien s'appelle Médor ;
2. Or tout chien est un mammifère ;
3. Donc quelque mammifère se nomme Médor.

1. Certaines lampes éclairent mal ;
2. Les lampes sont plus évoluées que les torches ;
3. Donc on trouve des moyens de s'éclairer plus évolués que les torches mais qui sont mauvais.

1. « Il y a des méchants qui font les plus grandes fortunes ;
2. Tous les méchants sont misérables ;
3. Il y a donc des misérables dans les plus grandes fortunes. »[1]